# Gloet (Hjorteds socken, Småland)
Gloet är en sjö i Västerviks kommun i Småland och ingår i Botorpsströmmen-Marströmmens kustområde.